# Jardín Botánico de la Universidad Nacional de Uzhgorod
El Jardín Botánico de la Universidad Nacional de Uzhgorod (en ruso: Ужгородский ботанический сад) es un jardín botánico en Uzhgorod, en la región de Transcarpacia, Ucrania. Está administrado por la Universidad Nacional de Uzhgorod, de la que depende. Su código de reconocimiento internacional, como institución botánica, así como las siglas de su herbario es UU.

## Localización
El jardín botánico es un monumento en el arte de la jardinería del paisaje de importancia nacional en Ucrania. Situado en Olbrahta Iván. El director es Sojm Dmitry. y la dirección es Olbrakta Strassa 6, 294000, Uzhgorod, Ucrania.

## Historia
El Jardín Botánico fue fundado poco después de la entrada de la Transcarpacia en la URSS, el 28 de noviembre de 1945. La decisión de crear un jardín botánico en este sitio fue debido a que había dos huertos frutícolas, donde se cultivaban unas 96 plantas de nogales, así como manzanos, perales, cerezos, ciruelos, saúcos, rosales silvestres, zarzamoras y sauces.
El Jardín Botánico está situado en tres terrazas; la elevación es de 22 metros. Una tercera parte del jardín se encuentra en la primera y segunda terrazas sobre el río, y el resto del territorio hasta la llanura de inundación del valle. Los suelos son primordialmente rocas volcánicas, cubiertas con una capa de los suelos arcillosos de cultivo.
Durante la década de 1940, se fueron añadiendo al Jardín Botánico de Uzhhorod, cientos de nuevas especies, tales como el arce de azúcar, bambú de las Kuriles, castañas comestibles, sauces Matsuda, álamos balsamíferos, sauces de Babilonia, Sophora de Japón y otros.

## Colecciones
Se han contabilizado en el jardín botánico unas 3.900 especies y variedades de plantas de campo abierto, y en los invernaderos, unas 1100 especies.
En el arboreto hay unas 800 especies de árboles y arbustos. En el jardín hay 130 especies y variedades de coníferas, en particular, tejo, metasequoia, cipreses del pantano.
La Flora de Transcarpacia está representada por 400 especies de plantas, entre las que hay endémicas, como la lila de Hungría, y knapweed de los Cárpatos. Mediante diapositivas se presenta la flora de las montañas alpinas, que se compone de 150 especies de plantas, incluidas las edelweiss.
La floricultura ornamental en el jardín botánico está representada por 1200 especies, entre éstas hay: 120 especies de rosas, 50 especies de gladiolos, 25 especies de crisantemos, 20 especies de lirios. En el conservatorio de jardín botánico crecen plantas tropicales y subtropicales: bananos, mimosas, laurel, eucalipto, papaya, 10 especies de árboles, 250 especies de cactus.
Las exhibiciones de las plantas se muestran sobre una base biogeográfica, con una gran cantidad de plantas estadounidenses, del Cáucaso, Asia Central, China, el Lejano Oriente. Cerca de la entrada al jardín, hay una pequeña exhibición a cielo abierto en cuadros. Cerca del Jardín Botánico se encuentra el ferrocarril de los niños "Uzhgorodska".